# Localizador persistente uniforme para recursos
Un persistent uniform resource locator (PURL; en español localizador persistente uniforme para recursos) es un tipo de localizador uniforme de recursos (URL en inglés) que se suele usar para referenciar un determinado recurso que cambia de dirección a lo largo del tiempo desde una misma dirección. 
Las PURLs redirigen a clientes HTTP mediante Códigos de estado HTTP. Las PURLs se utilizan para tratar el proceso de resolución de dirección URL, así resolver el problema de URIs transitorias en esquemas de localización URIs como HTTP. Técnicamente la cadena resolución en PURL es como una resolución SEF URL.

## Historia
El concepto PURL fue desarrollado en OCLC en 1995 y se implementó mediante un lanzamiento bifurcado de Apache HTTP Server pre-1.0. el software fue modernizado y ampliado en 2007 por Zepheira (una consultoría de software) bajo contrato a OCLC y el sitio Web oficial se trasladó a purlz.org Archivado el 17 de octubre de 2012 en Wayback Machine. (la 'Z' proviene el nombre de Zepheira y fue usado para diferenciar el sitio PURL software de código abierto de la resolución PURL operada por OCLC).
Los números de versión de PURL pueden considerarse confusos. OCLC lanzó las versiones 1 y 2 del árbol de código fuente basadas en Apache, inicialmente en 1999 bajo licencia de investigación pública 1.0 OCLC (OCLC Research Public License 1.0) y posteriormente bajo la versión 2.0 (http://opensource.org/licenses/oclc2). Zepheira había lanzado PURLz 1.0 en 2007 bajo licencia Apache, versión 2.0.
La implementación más reciente de PURLs, PURLz 2.0, está actualmente en fase beta y también está disponible bajo licencia Apache, versión 2.0.
El resolvedor más antiguo de PURL HTTP ha sido operado por OCLC desde 1995 y se llega como purl.oclc.org así como purl.org, purl.net, y purl.com. Otras resoluciones PURL notables incluyen la US Government Printing Office (http://purl.fdlp.gov), que es operado por el programa Federal Depository Library Program y ha estado en operación desde 1997.
Las versiones actuales del software PURL son compatibles con Talis.

## Principios de operación
El concepto PURL permite la conservación generalizada de URL de URIs en Internet. PURLs permite el control de terceros sobre tanto la resolución URL como la disposición de metadatos de recursos.
Una URL es simplemente una dirección de un recurso en la World Wide Web. Una URL persistente es una dirección en la World Wide Web que causa una redirección a otro recurso de la Web. Si un recurso Web cambia de ubicación (y, por tanto, de URL),puede actualizarse un PURL señalándolo. Un usuario de una PURL utiliza siempre la misma dirección Web, aunque puede que haya movido el recurso en cuestión. PURLs puede utilizarse por los editores para administrar su propio espacio de información o por los usuarios de la Web para administrar el suyo; un servicio PURL es independiente de quien publique la información. Los servicios PURL permiten así la administración de la integridad de hipervínculo. La integridad de hipervínculo es un equilibrio de diseño de la World Wide Web, pero puede ser parcialmente restaurada al permitir que los usuarios de recursos o terceras partes influir en dónde y cómo se resuelve una dirección URL.
Un simple PURL funciona por responde a una petición HTTP GET devolviendo una respuesta de tipo 302 (equivalente al código de estado HTTP 302, que significa "Encontrado"). La respuesta contiene un encabezado HTTP "Ubicación", cuyo valor es un URL que el cliente debe recuperar posteriormente a través de una nueva solicitud HTTP GET.
PURLs implementa una forma de identificador persistente de recursos virtuales. Otros esquemas de identificación persistente son: Digital object identifier (DOIs), Life Sciences Identifiers (LSIDs) e INFO URIs.